# Michèle Marian
Michèle Marian (Berlino, 7 aprile 1963) è un'attrice tedesca.

## Biografia
Il padre di Michèle Marian era il regista, autore e attore Edwin Marian, lavorava inoltre al Berliner Volksbühne di Berlino est dove fece fare i primi passi alla figlia nel film poliziesco: Gelb ist nicht nur die Farbe der Sonne (Giallo non è solamente il colore del sole) e in seguito nella serie televisiva tedesca Polizeiruf 110.
Si forma, tra il 1978 e il 1981, presso l'Accademia di Arte Drammatica Schauspielschule Berlin, heute Hochschule für Schauspielkunst Ernst Busch di Berlino. Dal 2006 al 2007 prende parte al cast de La strada per la felicità, su ZDF e con il ruolo di Birgit Hertel.
Michèle Marian è sposata dal 1983 con il musicista Axel Donner, ha tre figli e una sorella. 

## Filmografia

### Cinema
- Bis daß der Tod euch scheidet, regia di Heiner Carow (1979)
- Automärchen, regia di Erwin Stranka (1983)
- Die vertauschte Königin, regia di Dieter Scharfenberg (1984)
- Der Lude, regia di Horst E. Brandt (1984)
- Farssmann oder Zu Fuß in die Sackgasse, regia di Roland Oehme (1991)

### Televisione
- Hochzeitsreise, regia di Marin Eckermann (1979)
- Gelb ist nicht nur die Farbe der Sonne, regia di Rainer Bär (1979)
- Bühne frei – serie TV (1983)
- Familie intakt – serie TV (1984)
- Wer ist denn Wuttke?, regia di Eberhard Schäfer (1985)
- Polizeiruf 110 – serie TV, episodi 14x05-15x03 (1984-1985)
- Der Staatsanwalt hat das Wort – serie TV, episodi 19x02-22x02 (1983-1986))
- Viola, regia di Eberhard Schäfer (1986)
- Sachsens Glanz und Preußens Gloria: Gräfin Cosel, regia di Hans-Joachim Kasprzik (1987)
- Der Geisterseher, regia di Rainer Bär (1988)
- Der Millionenerbe – serie TV (1990)
- Aerolina – serie TV (1990)
- Unerwartete Bescherung, regia di Martin Eckermann (1990)
- Drei Damen vom Grill – serie TV, episodio 11x09 (1991)
- Derrick - Episodio 201: Der Tote spielt fast keine Rolle (Il morto non ha quasi importanza) (1991)
- Derrick - Episodio 210: Die Festmenüs des Herrn Borgelt (Menù di festa per il signor Borgelt) (1992)
- Zorc – serie TV (1992)
- Wie Pech und Schwefel – serie TV (1993)
- Ein unvergeßliches Wochenende – serie TV, episodio 1x01 (1993)
- Florida Lady – serie TV, episodio 1x03 (1994)
- Lutz & Hardy – serie TV, episodio 1x16 (1994)
- Peter Strohm – serie TV, episodi 3x04-4x02-4x12 (1991-1995)
- Ärzte – serie TV, episodi 3x01-3x02 (1996)
- Derrick - Episodio 258: Frühstückt Babette mit einem Mörder? (Colazione con l'assassino) 1996)
- Das Karussell des Todes, regia di Peter Keglevic (1996)
- Napoleon Fritz, regia di Thorsten Näter (1997)
- Für alle Fälle Stefanie – serie TV, episodio 4x08 (1998)
- Wie stark muß eine Liebe sein, regia di Peter Deutsch (1998)
- Dr. Stefan Frank - Der Arzt, dem die Frauen vertrauen – serie TV, episodio 4x04 (1999)
- La nave dei sogni (Das Traumschiff) – serie TV, episodio 1x34 (1999)
- Der Havelkaiser – serie TV, episodi 1x01-4x01-4x02 (1994-2000)
- Un caso per due (Ein Fall für zwei) – serie TV, episodio 21x03 (2001)
- Dr. Sommerfeld - Neues vom Bülowbogen – serie TV, 23 episodi (1997-2001)
- Tatort – serie TV, episodio 1x471 (2001)
- Herzensfeinde, regia di Peter Weck (2001)
- In aller Freundschaft – serie TV, episodio 5x29 (2002)
- Im Namen des Herrn, regia di Bernd Fischerauer (2003)
- Stubbe - Von Fall zu Fall – serie TV, episodio 1x27 (2005)
- Die Rosenheim-Cops – serie TV, episodio 5x08 (2005)
- Siska – serie TV, 6 episodi (1999-2006)
- La strada per la felicità (Wege zum Glück) – serial TV, 387 puntate (2006-2007)
- Il commissario Kress (Der Alte) – serie TV, 7 episodi (1993-2008)
- Schicksalstage in Bangkok, regia di Hartmut Griesmayr (2009)
- Der Staatsanwalt – serie TV, episodio 4x04 (2010)
- Il nostro amico Charly (Unser Charly) – serie TV, episodi 10x01-15x14 (2004-2010)